# Hoa hậu Hoàn vũ Lào
Hoa hậu Hoàn vũ Lào (tiếng Lào: ມີສຢູນີເວີສລາວ ຫຼື ນາງງາມຈັກວານລາວ) là một cuộc thi sắc đẹp cấp quốc gia ở Lào. Hoa hậu Hoàn vũ Lào được thành lập vào năm 2017 bởi TV Lao Network, là đơn vị sở hữu nhượng quyền hiện tại của Hoa hậu Hoàn vũ tại Lào.

## Lịch sử
Công ty mẹ của Hoa hậu Lào tổ chức một cuộc thi quốc gia riêng biệt mang tên  Hoa hậu Hoàn vũ Lào . Người chiến thắng sẽ là đại diện chính thức của Lào tại cuộc thi sắc đẹp Hoa hậu Hoàn vũ, một số á hậu hoặc thí sinh sẽ được chỉ định tham gia một số cuộc thi sắc đẹp khác như Hoa hậu Thế giới, Hoa hậu Quốc tế và Hoa hậu Siêu quốc gia. Cuộc thi hoa hậu được truyền hình trực tiếp trên kênh Truyền hình Lào HD.

## Hoa hậu và Á hậu
| Năm  | Hoa hậu Hoàn vũ Lào    | Á hậu                  | Á hậu                 | Á hậu                | Á hậu            | Địa điểm                            | Số thí sinh |
| Năm  | Hoa hậu Hoàn vũ Lào    | Á hậu 1                | Á hậu 2               | Á hậu 3              | Á hậu 4          | Địa điểm                            | Số thí sinh |
| ---- | ---------------------- | ---------------------- | --------------------- | -------------------- | ---------------- | ----------------------------------- | ----------- |
| 2017 | Souphaphone Somvichith | On-anong Homsombath    | Varissara Tangsouvanh | Souksavanh Luanglath | Malisa Sidachanh | Hội trường văn hóa Quốc gia Lào     | 10          |
| 2019 | Vichitta Phonevilay    | Phaithida Phothisane   | Lattana Munvilay      | Không được trao      | Không được trao  | Khách sạn Landmark Mekong Riverside | 30          |
| 2021 | Tonkham Phonchanhueang | Manida Nenhouangmala   | Vaniphone Phoumixay   | Không được trao      | Không được trao  | Khách sạn Crowne Plaza              | 16          |
| 2022 | Payengxa Lor           | Phaimany Lathsabanthao | Lattana Munvilay      | Không được trao      | Không được trao  | Khách sạn Crowne Plaza              | 20          |

## Đại diện Lào tại Hoa hậu Hoàn vũ
| Năm  | Tên đại diện (Lào ngữ)                    | Quê quán (tỉnh) | Thứ hạng      | Giải thưởng phụ             |
| ---- | ----------------------------------------- | --------------- | ------------- | --------------------------- |
| 2022 | Payengxa Lor (ນາງ ປ່າເຢັ້ງຊາ ລໍ່)              | Viêng Chăn      | Top 16        | The Winner Fans Vote        |
| 2021 | Tonkham Phonchanhueang (ຕົ້ນ ຄຳ ພົນ ຈັນ ເຮືອງ) | Viêng Chăn      | Không lọt top |                             |
| 2020 | Christina Rajasima (ຄຣິສຕີນ້າ ລາຊະສິມມາ)      | Viêng Chăn      | Không lọt top |                             |
| 2019 | Vichitta Phonevilai (ວິຈິດຕາ ພອນວິໄລ)        | Borikhamxay     | Không lọt top |                             |
| 2018 | On-anong Homsombath (ອອນອານົງ ຫອມສົມບັດ)     | Viêng Chăn      | Không lọt top | Trang phục dân tộc đẹp nhất |
| 2017 | Suphaphone Somvichith (ສຸພາພອນ ສົມວິຈິດ       | Champassak      | Không lọt top |                             |